# Florence Guérin
Florence Guérin (* 12. Juni 1965 in Nizza) ist eine französische Schauspielerin, die sowohl in französischen als auch in italienischen Produktionen mitgewirkt hat und vor allem durch einige erotische Filme wie Entfesselte Lust (1985), La Bonne (1986) und Nadines erotische Spiele bzw. Nadines erotische Sehnsüchte (1987) bekannt wurde. 

## Leben
Nach einem finanziellen Ruin ihrer Eltern wuchs sie in einer Sozialwohnung in Cannes-La-Bocca, dem Bahnhofsviertel von Cannes, auf und träumte von einer Karriere als Schauspielerin, um diesem Elend zu entfliehen. 1980 nahm sie an einem Wettbewerb der „Miss Cinema“ bei den Filmfestspielen von Cannes teil und wurde zu ihrer eigenen Überraschung gewählt.
Bald darauf erhielt sie ihr erstes Filmangebot und wirkte noch im selben Jahr in dem Fernsehfilm La naissance du jour mit. Es folgten eine Reihe von Kinofilmen und seit den 1990er Jahren wirkte sie vermehrt auch in Fernsehserien mit.
Am 31. Mai 1998 war sie Opfer eines Verkehrsunfalls, der von einem betrunkenen Fahrer verursacht wurde. Bei dem Autounfall in Villepinte nordöstlich von  Paris verstarb ihr einziger Sohn, der fünfjährige Nicolas. Sie selbst erlitt eine schwere Kopfverletzung, lag zeitweise im Koma und war drei Monate auf einen Rollstuhl angewiesen. Sie musste sich mehreren Operationen und Rehabilitationen unterziehen. Zu Ehren ihres verstorbenen Sohnes tritt sie seit ihrem filmischen Comeback im Jahr 2000 unter dem Namen Florence Nicolas auf.

## Filmografie (Auswahl)
- Caligula und Messalina (Caligula et Messalina, 1981)
- Glückwunsch II – Die Lümmel machen Ferien (Les sous-doués en vacances, 1982)
- Black Venus (1983)
- Der Herzensbrecher (Le bourreau des coeurs, 1983)
- Le couteau sous la gorge (1985)
- Entfesselte Lust (Le déclic, 1985)
- La Bonne (1986)
- Gauner haben’s schwer (Scuola di ladri - parte seconda, 1987)
- Nadines erotische Spiele (L’attrazione, 1987)
- Dead Eyes (Il gatto nero, 1989)
- Die geheimnisvolle Blonde (La bionda, 1992)
- Tant que le soleil frappe (2022)